# اثرات چای بر سلامتی
اثرات چای بر سلامتی (انگلیسی: Health effects of tea) در تحقیقات بالینی که در اوایل قرن ۲۰ و ۲۱ صورت پذیرفت، چای به دلیل کاراک (پتانسیل) آن در کاهش بیماری‌های انسانی به‌طور گسترده مورد مطالعه قرار گرفته، اما هیچ شواهد علمی خوبی برای حمایت از کاربردهای درمانی به استثنای — احتمالاً — افزایش هوشیاری که به واسطهٔ کافئین موجود در برگ‌های چای می‌تواند ایجاد شود وجود ندارد.
تعداد اندکی از مطالعات نشان می‌دهد که هم چای سبز و همچنین چای سیاه ممکن است اثرات مفیدی بر برخی از عوامل ایجاد خطر بیماری قلبی-عروقی از جمله فشار خون و کلسترول داشته باشند. با همهٔ این احوال، این تحقیقات شامل محدودیت‌هایی است، از جمله اینکه نحوه ارزیابی شواهد (دانسته‌ها) و تفاوت در جمعیت‌های مورد مطالعه که می‌تواند بر نتیجه‌گیری قطعی در مورد اثرات سلامتی اثرگذار باشد مشخص نیست. در مناطقی که به آب آشامیدنی سالم دسترسی وجود ندارد، جوشاندن آب برای فراهم نمودن چای با از بین بردن ریزسازواره‌های بیماری‌زا و کمک به کاهش بیماری‌های آب‌زاد مؤثر است.

## بر اساس ترکیبات موارد

### آلومینیم، آهن و سایر فلزات

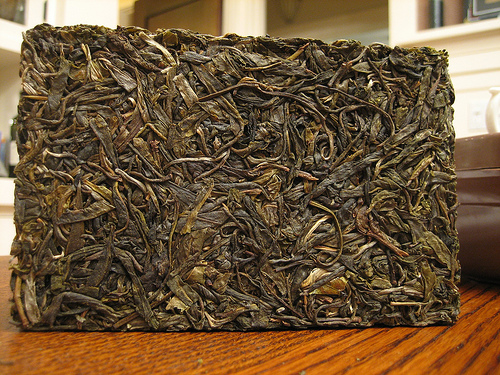
چای‌های فشرده (آجری) دارای بیشترین میزان فلوراید هستند

نوشیدن چای سهم بالایی در افزایش آلومینیم را در رژیم غذایی انسان بر عهده دارد. این سطوح، بی‌خطر هستند اما نگرانی‌هایی وجود دارد که رد پای آلومینیم ممکن است با بیماری آلزایمر مرتبط باشد. یک مطالعه در سال ۲۰۱۳ افزون بر این نشان داد که برخی از چای‌ها حاوی سرب (بیشتر چای‌های چینی) و آلومینیم (ترکیب هندی/سری‌لانکا و چین) هستند. هنوز شواهد کافی برای نتیجه‌گیری قطعی در مورد این موضوع وجود ندارد.
اکثر مطالعات هیچ ارتباطی را میان مصرف چای و جذب آهن پیدا نکرده‌اند. با این حال، نوشیدن مقادیر زیاد از چای سیاه ممکن است مانع جذب آهن شود و در نتیجه، محتمل است که مسبب آسیب به افراد مبتلا به کم‌خونی گردد. نگرانی‌هایی نیز در مورد روش سنتی بیش‌جوشاندن چای برای تهیه عصاره‌گیری وجود دارد مبنی بر اینکه ممکن است میزان انتشار آلاینده‌های محیطی (به ویژه در فضاهای بسته) را افزایش دهد.

### قرار گرفتن در معرض فلوراید
تمام برگ‌های چای حاوی فلوراید هستند. با همهٔ این احوال، برگ‌های بالغ حاوی ۱۰ تا ۲۰ برابر سطوح فلوراید بیشتری نسبت به برگ‌های جوان همان گیاه هستند. محتوای فلوراید موجود در برگ چای، به روش چیدن برگ و همچنین میزان محتوای فلورید موجود در خاکی که گیاه در آن رشد کرده است بستگی دارد. انواع گیاه چای نسبت به سایر گیاهان، با سرعت بیشتری این عنصر را جذب می‌کنند. دقت در انتخاب محل رشد گیاه ممکن است خطر مسمومیت با فلوراید را کاهش دهد. یک مطالعه نشان داده است که برگ‌های سبز چای دارای غلظت متوسط فلوراید در حدود ۵۲ میلی‌گرم به ازای هر ۱ کیلوگرم می‌باشند و تقریباً ۸۹٪ از فلوراید، پس از دم کشیدن از برگ‌ها آزاد می‌شود.
ممکن است که چای دست‌چین شده، حاوی فلوراید کمتری نسبت به برداشت چای به روش ماشینی (مکانیزه) باشد؛ این موضوع به این دلیل است که احتمالاً در شیوهٔ برداشت دست‌چین، اقبال کمتری وجود دارد که برگ‌های مسن‌تر برداشت شوند. یک مطالعه در بریتانیا مربوط به سال ۲۰۱۳ میلادی بر روی ۳۸ نوع مختلف چای نشان داد که ترکیبات چای‌های ارزان‌تر (اقتصادی) در سوپرمارکت‌های این کشور، دارای سطوح بسیار بالایی از فلوراید با حدود ۵۸۰ میلی‌گرم به ازای هر ۱ کیلوگرم هستند. این میزان برای چای‌های سبز نیز به مقدار متوسط حدود ۳۹۷ میلی‌گرم به ازای هر ۱ کیلوگرم بوده است و انواع چای خالص نیز، مقدار ۱۳۲ میلی‌گرم را به ثبت رسانده‌اند. محققان اظهار می‌دارند که چای‌های اقتصادی ممکن است از برگ‌های مسن‌تری (که حاوی فلوراید بیشتری هستند) استفاده کنند. این محققان همچنین محاسبه کرده‌اند؛ فردی که ۱ لیتر چای اقتصادی در طول روز می‌نوشد، حدود ۶ میلی‌گرم فلوراید مصرف می‌کند که بالاتر از میانگین مصرف توصیه‌شده رژیم غذایی به مقدار ۳ تا ۴ میلی‌گرم فلوراید در روز می‌باشد و در عین‌حال، کم‌تر از حداکثر میزان قابل‌تحمل به میزان ۱۰ میلی‌گرم در روز است. چای‌های فشرده (چای آجری) که از مخلوط برگ، برگ‌های ریخته و ساقه‌های کهنه تهیه می‌شود دارای بیشترین میزان فلوراید هستند.

### اگزالات
چای حاوی اگزالات است که مصرف بیش از حد آن می‌تواند باعث ایجاد سنگ کلیه و همچنین اتصال با کلسیم آزاد(نام علمی: Calcium-binding protein) در بدن گردد. فراهمی زیستی اگزالات چای، اندک است و یک اثر منفی احتمالی، مستلزم بیش‌مصرفی چای می‌باشد. مصرف بیش از حد چای سیاه به دلیل محتوای بالای اگزالات موجود در آن [نفروپاتی حاد اگزالات (نام علمی: acute oxalate nephropathy)] با نارسایی کلیه مرتبط است.

### تیانین و کافئین
چای حاوی تیانین و کافئین محرک در حدود ۳٪ از کل وزن خشک آن است که با توجه به نوع برند محصول و همچنین شیوهٔ دم کردن، می‌تواند بین ۳۰ تا ۹۰ میلی‌گرم در هر ۸ اونس مایع آمریکا (معادل تقریباً ۲۴۰ میلی‌لیتر) باشد. چای همچنین حاوی مقادیر اندکی تئوفیلین و تئوبرومین است.

## بر پایهٔ شرایط و وضعیت‌ها

### اثرات شناختی
نوشیدن چای حاوی کافئین ممکن است هوشیاری ذهنی را به دلیل اثرات کافئین بهبود بخشد.

### سرطان
در سال ۲۰۱۱ سازمان غذا و دارو (آمریکا) گزارش داد که شواهد اندکی برای حمایت از این ادعا وجود دارد که مصرف چای سبز ممکن است خطر ابتلا به سرطان سینه و سرطان پروستات را کاهش دهد. گزارشی مربوط به سال ۲۰۱۰ نیز توسط مؤسسه ملی سرطان ایالات متحده نشان داد که مطالعات همه‌گیرشناسی و چند کارآزمایی بالینی چای به منظور تأثیر آن بر پیشگیری از سرطان بی‌نتیجه بوده است. این مؤسسه در عین حال، پیشنهاد مصرف یا عدم مصرف چای به منظور کاهش خطر ابتلا به هر نوع سرطان را توصیه نمی‌کند. تناقض‌های موجود در یافته‌های مورد مطالعه در رابطه با چای و خطر سرطان محتمل است که به دلیل تنوع در تهیه چای، شیوه مصرف، فراهمی زیستی، ترکیبات موجود در انواع مختلف چای و همچنین میزان و مقداری باشد که می‌تواند توسط بدن افراد مختلف جذب گردد. اگر چه شواهد مثبتی مبنی بر کاهش خطر سرطان سینه، پروستات، تخمدان و آندومتر به واسطهٔ چای سبز وجود دارد، اما ضعیف و غیرقطعی است.
فراتحلیل‌ها به همراه مطالعات مشاهده‌ای به این نتیجه رسیده‌اند که به نظر نمی‌رسد مصرف چای سیاه در برابر پیشرفت سرطان‌های دهان (در میان مردمان آسیایی و قفقازی)، پیشرفت سرطان مری یا پروستات (در میان مردمان آسیایی) یا ابتلا به سرطان ریه نقش حفاظتی داشته باشد. مصرف چای بسیار داغ می‌تواند خطر ابتلا به سرطان مری را افزایش دهد.

## کاهش وزن
اگر چه معمولاً اعتقاد بر این است که «چای سبز یک کمک‌کننده به منظور کاهش وزن است» اما شواهد خوبی وجود ندارد که نشان دهد (حتی بیش مصرفی طولانی‌مدت) در کاهش وزن افراد دارای اضافه وزن یا چاق، مؤثر بوده یا اینکه «بتواند به حفظ وزن بدنی سالم» کمک کند. استفاده از چای سبز به منظور تلاش برای کاهش وزن، می‌تواند شامل اندکی اثرات نامطلوب مانند حالت تهوع، یبوست و ناراحتی معده باشد.